# Jaap Blom

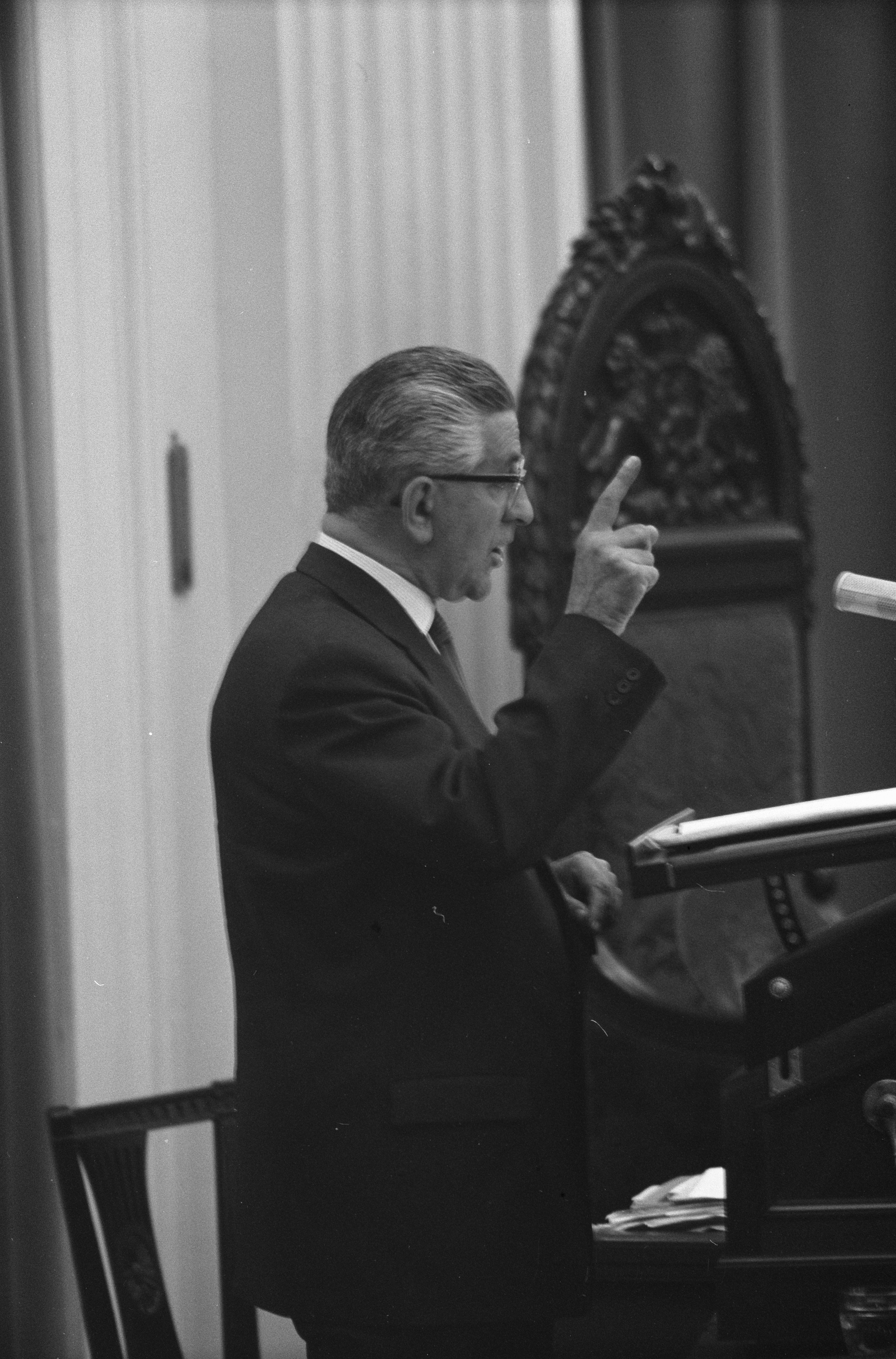
Blom em 1961

Jakob Blom (23 de setembro de 1898 – 26 de maio de 1966) era um holandês político e sindicalista.
Nascido em Oud-Beijerland, após a Segunda Guerra Mundial, Blom ganhou destaque na União Geral dos Funcionários Públicos (ABVA), vencendo a eleição como seu presidente em 1949. Ele também juntou-se ao Partido Trabalhista (PvDA), e em 1952 foi eleito para a Câmara dos Representantes. Em 1954, ele também tornou-se secretário-geral da Federação Internacional de Sindicatos de Empregados em Serviços Públicos e Civis, servindo por dois anos.
Blom deixou os seus cargos sindicais em 1958 para se concentrar na sua carreira política. A partir de 1963 foi presidente da Comissão de Defesa, e também se dedicou à promoção de indemnizações para funcionários públicos. Ele morreu em 1966, ainda no cargo.